# Martin Gottfried Weiß
Martin Gottfried Weiß (Weiden in der Oberpfalz, 3 giugno 1905 – Dachau, 29 maggio 1946) è stato un militare tedesco.

## Biografia
Weiß, in alternativa scritto Weiss, fu un SS-Obersturmbannführer (tenente colonnello) delle SS, nonché criminale di guerra durante la seconda guerra mondiale.
Apparteneva alle SS Totenkompfverbande e fu comandante del Campo di concentramento di Neuengamme dall'aprile 1940 al settembre 1942.
Nel 1945 era il comandante del Campo di concentramento di Dachau. Alla fine della guerra fu processato a Dachau, nei processi a criminali nazisti che vi si tennero tra il 15 novembre e il 13 dicembre 1945. Riconosciuto colpevole per Crimini contro l'umanità, fu giustiziato il 29 maggio 1946.